# Hoplia squamacea
Hoplia squamacea är en skalbaggsart som beskrevs av White 1844. Hoplia squamacea ingår i släktet Hoplia och familjen Melolonthidae. Inga underarter finns listade i Catalogue of Life.